# Futbol'nyj Klub Spartak Moskva 2011-2012
Questa voce raccoglie le informazioni riguardanti lo Spartak Mosca nelle competizioni ufficiali della stagione 2011-2012.

## Stagione
In campionato, nella prima fase la squadra fin ì quarta, lontana sei punti dallo Zenit San Pietroburgo capolista, a pari punti con i concittadini della Lokomotiv Mosca; nella seconda fase, la squadra operò una buona rimonta, aggiudicandosi il secondo posto finale, lontanissimo dallo Zenit, ma comunque utile per ottenere un posto nella UEFA Champions League 2012-2013, sopravanzando di due punti il CSKA Mosca.
Deludente fu il cammino in coppa: dopo lo striminzito successo esterno (1-0) sull'Istra (club di terza serie), lo Spartak fu eliminato agli ottavi dal Volga Nižnij Novgorod, perdendo ai rigori la sfida casalinga.
Persino peggiore fu il cammino in Europa League: entrato in giocoa direttamente ai play-off fu subito estromesso dai polacchi del Legia Varsavia in maniera rocambolesca; dopo il pareggio esterno (2-2) dell'andata, infatti, lo Spartak era avanti (2-0) dopo 27 minuti, grazie alla doppietta dei gemelli Kombarov, ma subì la rimonta polacca con il (2-3) finale arrivato in pieno recupero.

## Rosa
| N. |                        | Ruolo | Calciatore         |
| -- | ---------------------- | ----- | ------------------ |
| 1  | Russia (bandiera)      | P     | Nikolay Zabolotnyi |
| 3  | Spagna (bandiera)      | D     | Sergio Rodríguez   |
| 6  | Brasile (bandiera)     | C     | Rafael Carioca     |
| 8  | Irlanda (bandiera)     | C     | Aiden McGeady      |
| 9  | Brasile (bandiera)     | A     | Ari                |
| 11 | Brasile (bandiera)     | A     | Welliton           |
| 12 | Georgia (bandiera)     | C     | Jano Ananidze      |
| 15 | Russia (bandiera)      | D     | Sergej Paršivljuk  |
| 16 | Paesi Bassi (bandiera) | C     | Demy de Zeeuw      |
| 17 | Rep. Ceca (bandiera)   | D     | Marek Suchý        |
| 19 | Argentina (bandiera)   | D     | Marcos Rojo        |
| 21 | Argentina (bandiera)   | D     | Nicolás Pareja     |

| N. |                    | Ruolo | Calciatore            |
| -- | ------------------ | ----- | --------------------- |
| 22 | Russia (bandiera)  | A     | Artëm Dzjuba          |
| 23 | Russia (bandiera)  | C     | Dmitrij Kombarov      |
| 24 | Russia (bandiera)  | C     | Kirill Kombarov       |
| 25 | Russia (bandiera)  | C     | Dinijar Biljaletdinov |
| 27 | Russia (bandiera)  | C     | Aleksandr Zotov       |
| 29 | Nigeria (bandiera) | A     | Emmanuel Emenike      |
| 31 | Ucraina (bandiera) | P     | Andrij Dykan'         |
| 32 | Russia (bandiera)  | P     | Artem Rebrov          |
| 34 | Russia (bandiera)  | D     | Evgenij Makeev        |
| 34 | Russia (bandiera)  | D     | Sergej Bryzgalov      |
| 49 | Russia (bandiera)  | A     | Aleksandr Kozlov      |

## Risultati

### Campionato

#### Stagione regolare
| Rostov sul Don 14 marzo 2011 1ª giornata | Rostov | 4 – 0 referto | Spartak Mosca | Stadio Olimp-2 |

| Mosca 21 marzo 2011 2ª giornata | Spartak Mosca | 1 – 0 referto | Volga Nižnij Novgorod | Stadio Lužniki |

| Krasnodar 2 aprile 2011 3ª giornata | Kuban' | 3 – 1 referto | Spartak Mosca | Stadio Kuban' |

| Mosca 10 aprile 2011 4ª giornata | Spartak Mosca | 0 – 0 referto | Terek Groznyj | Stadio Lužniki |

| Machačkala 17 aprile 2011 5ª giornata | Anži | 2 – 1 referto | Spartak Mosca | Stadio Dinamo |

| Mosca 24 aprile 2011 6ª giornata | Spartak Mosca | 1 – 0 referto | Spartak-Nal'čik | Stadio Lužniki |

| Mosca 30 aprile 2011 7ª giornata | CSKA Mosca | 0 – 1 referto | Spartak Mosca | Stadio Lužniki |

| Mosca 8 maggio 2011 8ª giornata | Spartak Mosca | 1 – 2 referto | Amkar Perm' | Stadio Lužniki |

| Samara 15 maggio 2011 9ª giornata | Kryl'ja Sovetov Samara | 0 – 1 referto | Spartak Mosca | Stadio Metallurg (Samara) |

| Mosca 21 maggio 2011 10ª giornata | Spartak Mosca | 4 – 0 referto | Krasnodar | Stadio Lužniki |

| San Pietroburgo 29 maggio 2011 11ª giornata | Zenit San Pietroburgo | 3 – 0 referto | Spartak Mosca | Stadio Petrovskij |

| Mosca 10 giugno 2011 12ª giornata | Spartak Mosca | 0 – 0 referto | Rubin | Stadio Lužniki |

| Tomsk 14 giugno 2011 13ª giornata | Tom' Tomsk | 1 – 1 referto | Spartak Mosca | Trud Stadium |

| Mosca 18 giugno 2011 14ª giornata | Lokomotiv Mosca | 0 – 2 referto | Spartak Mosca | Stadio Lokomotiv |

| Mosca 22 giugno 2011 15ª giornata | Spartak Mosca | 0 – 2 referto | Dinamo Mosca | Stadio Lužniki |

| Mosca 26 giugno 2011 16ª giornata | Spartak Mosca | 3 – 2 referto | Rostov | Stadio Lužniki |

| Nižnij Novgorod 24 luglio 2011 17ª giornata | Volga Nižnij Novgorod | 0 – 2 referto | Spartak Mosca | Stadio Lokomotiv |

| Mosca 30 luglio 2011 18ª giornata | Spartak Mosca | 1 – 1 referto | Kuban' | Stadio Lužniki |

| Groznyj 7 agosto 2011 19ª giornata | Terek Groznyj | 2 – 4 referto | Spartak Mosca | Achmat-Arena |

| Mosca 14 agosto 2011 20ª giornata | Spartak Mosca | 3 – 0 referto | Anži | Stadio Lužniki |

| Nal'čik 21 agosto 2011 21ª giornata | Spartak-Nal'čik | 1 – 1 referto | Spartak Mosca | Respublikanskij stadion Spartak |

| Mosca 28 agosto 2011 22ª giornata | Spartak Mosca | 2 – 2 referto | CSKA Mosca | Stadio Lužniki |

| Perm' 11 settembre 2011 23ª giornata | Amkar Perm' | 0 – 1 referto | Spartak Mosca | Stadio Zvezda |

| Mosca 18 settembre 2011 24ª giornata | Spartak Mosca | 3 – 0 referto | Kryl'ja Sovetov Samara | Stadio Lužniki |

| Krasnodar 25 settembre 2011 25ª giornata | Krasnodar | 2 – 4 referto | Spartak Mosca | Stadio Kuban' |

| Mosca 2 ottobre 2011 26ª giornata | Spartak Mosca | 2 – 2 referto | Zenit San Pietroburgo | Stadio Lužniki |

| Kazan' 16 ottobre 2011 27ª giornata | Rubin | 3 – 0 referto | Spartak Mosca | Stadio Centrale di Kazan' |

| Mosca 23 ottobre 2011 28ª giornata | Spartak Mosca | 4 – 0 referto | Tom' Tomsk | Stadio Lužniki |

| Mosca 29 ottobre 2011 29ª giornata | Spartak Mosca | 3 – 0 referto | Lokomotiv Mosca | Stadio Lužniki |

| Chimki 5 novembre 2011 30ª giornata | Dinamo Mosca | 1 – 1 referto | Spartak Mosca | Arena Chimki |

#### Poule campionato
| Mosca 20 novembre 2011 31ª giornata | Spartak Mosca | 2 – 0 referto | Lokomotiv Mosca | Stadio Lužniki |

| Krasnodar 26 novembre 2011 32ª giornata | Kuban' | 1 – 1 referto | Spartak Mosca | Stadio Kuban' |

| Kazan' 5 marzo 2012 33ª giornata | Rubin | 1 – 1 referto | Spartak Mosca | Stadio Centrale di Kazan' |

| Machačkala 12 marzo 2012 34ª giornata | Anži | 0 – 0 referto | Spartak Mosca | Stadio Dinamo |

| Mosca 19 marzo 2012 35ª giornata | Spartak Mosca | 1 – 2 referto | CSKA Mosca | Stadio Lužniki |

| Chimki 25 marzo 2012 36ª giornata | Dinamo Mosca | 1 – 3 referto | Spartak Mosca | Arena Chimki |

| Mosca 31 marzo 2012 37ª giornata | Spartak Mosca | 1 – 2 referto | Zenit San Pietroburgo | Stadio Lužniki |

| Mosca 8 aprile 2012 38ª giornata | Spartak Mosca | 2 – 0 referto | Kuban' | Stadio Lužniki |

| Mosca 15 aprile 2012 39ª giornata | Spartak Mosca | 2 – 0 referto | Rubin | Stadio Lužniki |

| Mosca 22 aprile 2012 40ª giornata | Spartak Mosca | 0 – 3 referto | Anži | Stadio Lužniki |

| Mosca 28 aprile 2012 41ª giornata | CSKA Mosca | 2 – 1 referto | Spartak Mosca | Stadio Lužniki |

| Mosca 2 maggio 2012 42ª giornata | Spartak Mosca | 1 – 1 referto | Dinamo Mosca | Stadio Lužniki |

| San Pietroburgo 6 maggio 2012 43ª giornata | Zenit San Pietroburgo | 2 – 3 referto | Spartak Mosca | Stadio Petrovskij |

| Mosca 13 maggio 2012 44ª giornata | Lokomotiv Mosca | 0 – 2 referto | Spartak Mosca | Stadio Lokomotiv |

### Coppa di Russia
| Mosca 17 luglio 2011 Sedicesimi di finale | Istra | 0 – 1 referto | Spartak Mosca | Stadio Ėduard Strel'cov |

| Mosca 21 settembre 2011 Ottavi di finale     | Spartak Mosca        | 1 – 1 (d.t.s.) referto | Volga Nižnij Novgorod | Stadio Lužniki |
| \| \| \| \| \| \| Tiri di rigore 5 – 6 \| \| |                      |                        |                       |                |
|                                              |                      |                        |                       |                |
|                                              | Tiri di rigore 5 – 6 |                        |                       |                |

### Coppa di Europa League
| Arbitro: | Dean |

|                |           |             |
| Radović 3’ 69’ | Marcatori | 52’ 71’ Ari |

| Arbitro: | Yefet |

|                                        |           |                                    |
| K. Kombarov 10’ D. Kombarov 27’ (rig.) | Marcatori | 29’ Kucharczyk 43’ Rybus 90+2’ Gol |